# エドゥアルド・ゴンザウヴェス・デ・オリヴェイラ
エドゥアルド・ゴンサウヴェス・デ・オリヴェイラ（Eduardo Gonçalves de Oliveira "Edú", 1981年11月30日 - ）は、ブラジル・サンパウロ州サンパウロ出身の元サッカー選手。ポジションはフォワード（FW）。
Kリーグ、Jリーグ時代の登録名はエドゥー（ハングル: 에두）。

## 来歴

### クラブ
15歳の時にグアラニFCの下部組織に加入。この頃から、選手層が薄く試合に出られそうという理由で左サイドバック（SB）でプレーするようになる。自身曰く「ACミランのセルジーニョのような」攻撃的SBだった。その後サンパウロFC在籍時にネルシーニョによってトップチームへと引き上げられたが出場機会を得られず、ナウチコへ移籍しムリシ・ラマーリョの下でプロデビューを果たした。
2003年に渡欧。ブンデスリーガ（ドイツ1部リーグ）・VfLボーフムのテストを受けて高評価を掴み、5年契約を締結した。クラブは2005年に2部降格を喫したが、チームメートの不調の影響によって自身の好きなポジションでもあるFWに配されると、チーム得点王となる活躍で1部昇格に貢献した。しかしその後は出場機会を得られず、2006年夏に同国1部1.FSVマインツ05へ移籍。再びSBに戻されるなど本領を発揮できずに終わった。当時のチームメートには車ドゥリがいた。
車の紹介もあって、2007年1月、車の父・車範根が監督を務めるKリーグ（韓国1部リーグ）・水原三星ブルーウィングスに移籍。フィットするまでにはやや時間を要したが、翌2008年は攻撃の要としてチームを牽引。鋭い突破と競り合いの強さ、正確な左足のシュートを武器に 16得点7アシストを記録。リーグ優勝を達成し、ベストイレブンに選出された。同年8月にはKリーグ選抜として訪日し、JOMO CUPにおいてJリーグ選抜を相手に2得点を挙げている。
2010年、ブンデスリーガでの再挑戦を決め、シャルケ04に移籍。高い運動量と安定した足先の技術が評価され、クラース・ヤン・フンテラールの怪我の関係もあり、レギュラーに定着した。2011年4月のUEFAチャンピオンズリーグ準々決勝ファーストレグでは、前年度大会優勝のインテル・ミラノを相手にアウェー戦ながら2得点を挙げて試合を決定付け、チームのジャイアントキリングに大きく貢献した。
2011年9月よりスュペル・リグ（トルコ1部リーグ）・ベシクタシュJKへ、2012年8月には豊富な経験を評価されてドイツ1部リーグに初参戦するSpVggグロイター・フュルトへ期限付き移籍。2012-13シーズン末にシャルケへ復帰した。
2013年2月末にシャルケと契約解除し、中国超級（中国1部リーグ）・遼寧足球倶楽部に移籍。登録名は「埃杜」。同年リーグ戦ではチーム総得点の4割となる14得点を挙げた。
2014年、J1（Jリーグ1部）・FC東京へ完全移籍。推定年俸は7000万円。コンディションが上がりきらないままでの加入だったこともあり リーグ戦でのフル出場は8試合に留まったが、屈強な体躯を活かした鋭いプレーでリーグ二桁得点を含む公式戦通算17得点を挙げた。しかしエドゥーを先発定着させないマッシモ・フィッカデンティ監督の起用法に耐えかね 移籍を決断。
2015年1月、Kリーグクラシックの全北現代モータースへ完全移籍。同年7月の第20節終了時点でチーム総得点の3分の1に迫る11得点を挙げ、リーグ得点王としてチームを牽引した。
2015年7月、中国甲級（中国2部リーグ）の河北華夏幸福へ完全移籍した。同月26日の甲級第19節青島海牛戦でハットトリックを達成。ネナド・ミリヤシュと共に得点源となってリーグ準優勝を果たし、クラブ創設以来となる超級（1部）昇格を掴んだ。しかし外国籍選手を総入れ替えする方針が採られ、2016年2月に退団が決まった。同月中に古巣の水原や全北と接触し、全北と仮契約を結んだと報じられたが、クラブ・本人共にこれを否定。
無所属の間はポルトゥゲーザで調整。同年7月、既報通りルイスを放出し枠を空けた全北に復帰。自身の生年と2015年に着用した背番号9へのこだわりから背番号81（8+1=9）を選択した。しかし、復調に時間を要したことと選手層の厚さから 1得点に終わった。
その後、2016-17シーズン限りで引退した。

## 所属クラブ
- 2000年  サントスFC
- 2001年  サンパウロFC
- 2002年  クルーベ・ナウチコ・カピバリベ
- 2003年  CRアトレティコ・カタラーノ（ポルトガル語版）
- 2003年8月 - 2006年  VfLボーフム
- 2006年8月 - 2007年  1.FSVマインツ05
- 2007年1月 - 2009年  水原三星ブルーウィングス
- 2010年2月 - 2013年2月  シャルケ04
  - 2011年 - 2012年  ベシクタシュJK (レンタル)
  - 2012年8月 -   SpVggグロイター・フュルト (レンタル)
- 2013年  遼寧足球倶楽部
- 2014年  FC東京
- 2015年1月 - 2015年7月  全北現代モータース
- 2015年7月 - 2016年2月  河北華夏幸福足球倶楽部
- 2016年7月 -  全北現代モータース

## 個人成績
| クラブ成績 | クラブ成績   | クラブ成績        | リーグ | リーグ | カップ      | カップ      | リーグ杯 | リーグ杯 | 国際大会   | 国際大会   | 通算 | 通算 |
| シーズン   | クラブ       | リーグ            | 出場   | 得点   | 出場        | 得点        | 出場     | 得点     | 出場       | 得点       | 出場 | 得点 |
| ブラジル   | ブラジル     | ブラジル          | リーグ | リーグ | ブラジル杯  | ブラジル杯  | リーグ杯 | リーグ杯 | 南米       | 南米       | 通算 | 通算 |
| ---------- | ------------ | ----------------- | ------ | ------ | ----------- | ----------- | -------- | -------- | ---------- | ---------- | ---- | ---- |
| 2001       | サンパウロ   | セリエA           |        |        |             |             |          |          |            |            |      |      |
| 2002       | ナウチコ     | セリエB           |        |        |             |             |          |          |            |            |      |      |
| 2003       | CRAC         | セリエB           |        |        |             |             |          |          |            |            |      |      |
| ドイツ     | ドイツ       | ドイツ            | リーグ | リーグ | DFBポカール | DFBポカール | リーグ杯 | リーグ杯 | ヨーロッパ | ヨーロッパ | 通算 | 通算 |
| 2003–04    | ボーフム     | ブンデスリーガ    | 13     | 0      | -           | -           | -        | -        | -          | -          | 13   | 0    |
| 2004–05    | ボーフム     | ブンデスリーガ    | 17     | 4      | 2           | 0           | -        | -        | 1          | 0          | 20   | 4    |
| 2005-06    | ボーフム     | 2. ブンデスリーガ | 33     | 12     | 2           | 1           | -        | -        | -          | -          | 35   | 13   |
| 2006–07    | マインツ     | ブンデスリーガ    | 14     | 1      | 1           | 0           | -        | -        | -          | -          | 15   | 1    |
| 韓国       | 韓国         | 韓国              | リーグ | リーグ | FA杯        | FA杯        | リーグ杯 | リーグ杯 | アジア     | アジア     | 通算 | 通算 |
| 2007 (en)  | 水原         | Kリーグ           | 22     | 6      | 2           | 1           | 11       | 1        | -          | -          | 35   | 8    |
| 2008       | 水原         | Kリーグ           | 25     | 12     | 2           | 1           | 11       | 3        | -          | -          | 38   | 16   |
| 2009       | 水原         | Kリーグ           | 23     | 7      | 3           | 1           | 0        | 0        | 4          | 4          | 30   | 12   |
| ドイツ     | ドイツ       | ドイツ            | リーグ | リーグ | DFBポカール | DFBポカール | リーグ杯 | リーグ杯 | ヨーロッパ | ヨーロッパ | 通算 | 通算 |
| 2009–10    | シャルケ     | ブンデスリーガ    | 13     | 2      | -           | -           | -        | -        | -          | -          | 13   | 2    |
| 2010–11    | シャルケ     | ブンデスリーガ    | 28     | 3      | 3           | 0           | 1        | 0        | 8          | 2          | 40   | 5    |
| 2011–12    | シャルケ     | ブンデスリーガ    | 1      | 0      | -           | -           | 1        | 0        | -          | -          | 2    | 0    |
| トルコ     | トルコ       | トルコ            | リーグ | リーグ | トルコ杯    | トルコ杯    | リーグ杯 | リーグ杯 | ヨーロッパ | ヨーロッパ | 通算 | 通算 |
| 2011-12    | ベシクタシュ | スュペル・リグ    | 21     | 3      | -           | -           | -        | -        | 7          | 2          | 28   | 5    |
| ドイツ     | ドイツ       | ドイツ            | リーグ | リーグ | DFBポカール | DFBポカール | リーグ杯 | リーグ杯 | ヨーロッパ | ヨーロッパ | 通算 | 通算 |
| 2012–13    | フュルト     | ブンデスリーガ    | 10     | 1      | 0           | 0           | -        | -        | -          | -          | 10   | 1    |
| 2012–13    | シャルケ     | ブンデスリーガ    | 1      | 0      | 1           | 0           | -        | -        | -          | -          | 2    | 0    |
| 中国       | 中国         | 中国              | リーグ | リーグ | FA杯        | FA杯        | リーグ杯 | リーグ杯 | アジア     | アジア     | 通算 | 通算 |
| 2013       | 遼寧         | 中国超級          | 23     | 14     | 2           | 3           | -        | -        | -          | -          | 25   | 17   |
| 日本       | 日本         | 日本              | リーグ | リーグ | 天皇杯      | 天皇杯      | リーグ杯 | リーグ杯 | アジア     | アジア     | 通算 | 通算 |
| 2014       | FC東京       | J1                | 30     | 11     | 3           | 2           | 5        | 4        | -          | -          | 38   | 17   |
| 韓国       | 韓国         | 韓国              | リーグ | リーグ | FA杯        | FA杯        | リーグ杯 | リーグ杯 | アジア     | アジア     | 通算 | 通算 |
| 2015 (en)  | 全北         | Kリーグクラシック | 20     | 11     | 1           | 1           | -        | -        | 8          | 3          | 29   | 15   |
| 中国       | 中国         | 中国              | リーグ | リーグ | FA杯        | FA杯        | リーグ杯 | リーグ杯 | アジア     | アジア     | 通算 | 通算 |
| 2015 (en)  | 河北         | 中国甲級          | 15     | 12     | -           | -           | -        | -        | -          | -          | 15   | 12   |
| 韓国       | 韓国         | 韓国              | リーグ | リーグ | FA杯        | FA杯        | リーグ杯 | リーグ杯 | アジア     | アジア     | 通算 | 通算 |
| 2016 (en)  | 全北         | Kリーグクラシック | 11     | 1      | -           | -           | -        | -        | 5          | 0          | 16   | 1    |
| 通算       | ブラジル     | セリエA           |        |        |             |             |          |          |            |            |      |      |
| 通算       | ブラジル     | セリエB           |        |        |             |             |          |          |            |            |      |      |
| 通算       | ブラジル     | 州選手権          |        |        |             |             |          |          |            |            |      |      |
| 通算       | ドイツ       | ブンデスリーガ    | 97     | 11     | 7           | 0           | 2        | 0        | 9          | 2          | 115  | 13   |
| 通算       | ドイツ       | 2.ブンデスリーガ  | 33     | 12     | 2           | 1           | -        | -        | -          | -          | 35   | 13   |
| 通算       | 韓国         | Kリーグクラシック | 101    | 37     | 8           | 4           | 22       | 4        | 17         | 7          | 148  | 52   |
| 通算       | トルコ       | スュペル・リグ    | 21     | 3      | -           | -           | -        | -        | 7          | 2          | 28   | 5    |
| 通算       | 中国         | 超級              | 23     | 14     | 2           | 3           | -        | -        | -          | -          | 25   | 17   |
| 通算       | 中国         | 甲級              | 15     | 12     | 0           | 0           | -        | -        | -          | -          | 15   | 12   |
| 通算       | 日本         | J1                | 30     | 11     | 3           | 2           | 5        | 4        | -          | -          | 38   | 17   |
| 総通算     | 総通算       | 総通算            | 320    | 100    | 22          | 10          | 29       | 8        | 33         | 11         | 404  | 129  |

その他の公式戦出場
- 2007年 Kリーグプレーオフ - 1試合0得点
- 2008年 Kリーグプレーオフ - 2試合1得点

出場歴
- 2003年11月22日：ブンデスリーガ初出場 - 第13節 vsヴェルダー・ブレーメン (ヴェーザーシュタディオン)[36]
- 2004年12月04日：ブンデスリーガ初得点 - 第16節 vsVfBシュトゥットガルト (ゴットリープ・ダイムラー・シュタディオン)[37]
- 2007年03月04日：Kリーグ初出場 - 第1節 vs大田シチズン (水原ワールドカップ競技場)
- 2007年03月11日：Kリーグ初得点 - 第2節 vs全北現代モータース (全州ワールドカップ競技場)
- 2011年09月10日：スュペル・リグ初出場 - 第01節 vsエスキセヒルスポル (Eskişehir Atatürk Stadium)
- 2011年12月18日：スュペル・リグ初得点 - 第16節 vsサムスンスポル (Samsun 19 Mayıs Stadium)
- 2013年03月09日：中国超級リーグ初出場・初得点 - CSL第1節 vs広州富力足球倶楽部 (越秀山体育場)
- 2014年03月01日：Jリーグ初出場 - J1第1節 vs柏レイソル (日立柏サッカー場)
- 2014年03月08日：Jリーグ初得点 - J1第2節 vsヴァンフォーレ甲府 (味の素スタジアム)

## タイトル

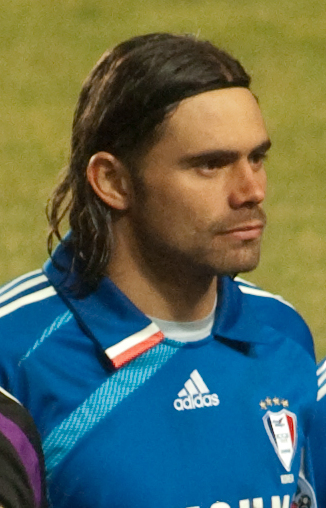
水原三星所属時。

### クラブ
水原三星ブルーウィングス
- Kリーグ: 2008
- 韓国リーグカップ: 2008
- 韓国FAカップ: 2009
- パンパシフィックチャンピオンシップ: 2009

シャルケ04
- DFBポカール: 2010-11
- DFLスーパーカップ: 2011

全北現代モータース
- AFCチャンピオンズリーグ: 2016

### 個人
- Kリーグベストイレブン: 2008